# Sciatta
Sciatta is een geslacht van vlinders van de familie spinneruilen (Erebidae), uit de onderfamilie Catocalinae.

## Soorten
- S. debeauxi (Berio, 1937)
- S. delphinensis (Viette, 1966)
- S. inconcisa Walker, 1869
- S. remota Druce, 1887